# Ernesto Arancibia
Ernesto Arancibia fue un director de cine, guionista y escenógrafo argentino que nació en Buenos Aires Argentina el 12 de enero de 1904 y falleció en la misma ciudad el 27 de agosto de 1963 que tuvo una extensa trayectoria en el período clásico del cine argentino. Fue uno de los fundadores de la entidad Directores Argentinos Cinematográficos en 1958.

Al estrenarse en 1958 el filme Amor prohibido Arancibia figuró en los créditos como su director en lugar de Luis César Amadori. El rodaje del filme se había realizado en 1955 pero al sobrevenir en septiembre de ese año el derrocamiento de Perón, su estreno se postergó hasta 1958 por las interdicciones de bienes dispuestas contra Zully Moreno y su esposo Amadori a raíz de su relación con el gobierno depuesto. Por este motivo al estrenarla se reemplazó el nombre del director en los créditos por el de Ernesto Arancibia que en realidad solo había rodado, a pedido de Zully Moreno, la escena del baile en el Teatro Colón, lo cual fue corregido más adelante, pese a lo cual en algunas bases de datos se continúa atribuyéndole el filme.

## Filmografía
Director
- La novia (1961)
- Azafatas con permiso (1959) (España)
- Y después del cuplé (1959) (España)
- La pícara soñadora (1956)
- Pájaros de cristal (1955)
- La mujer desnuda (1955)
- La calle del pecado (1954)
- La mujer de las camelias (1954)
- La orquídea (1951)
- Romance en tres noches (1950)
- María de los Ángeles (1948)
- La gran tentación (1948)
- Romance musical (1947)
- Mirad los lirios del campo (1947)
- Lauracha (1946)
- Casa de muñecas (1943)
- Su primer baile (1942)

Escenógrafo
- 20 años y una noche (1941)
- La maestrita de los obreros (1941)
- Novios para las muchachas (1941)
- El astro del tango (1940)
- Los caranchos de la Florida (1938)
- Nace un amor (1938)
- La fuga (1937)

Guionista
- La reina del Tabarín (1960) (España y Francia)
- Pájaros de cristal (1955)
- La calle del pecado (1954)
- La mujer de las camelias (1954)

Ayudante de dirección
- Crimen a las 3 (1935)

Dirección artística
- El hombre que amé (1947)
- El Loco Serenata (1939)

Director de casting
- Escala en la ciudad (1935)